# Raphidia armeniaca
Raphidia armeniaca är en halssländeart som beskrevs av Hagen 1867. Raphidia armeniaca ingår i släktet Raphidia och familjen ormhalssländor. Inga underarter finns listade i Catalogue of Life.